# 拉薩爾縣 (德克薩斯州)
拉薩爾縣（英語：La Salle County）是美國德克薩斯州南部的一個縣。面積3,570平方公里。根據美國2000年人口普查，共有人口5,866人。縣治科圖拉（Cotulla）。
成立於1858年2月1日，縣政府成立於1880年11月2日。縣名紀念法國探險家勒內-羅貝爾·卡弗利耶·德·拉薩勒（René-Robert Cavelier, Sieur de La Salle）。